# Echidnopsis multangula
Echidnopsis multangula är en oleanderväxtart som först beskrevs av Peter Forsskål, och fick sitt nu gällande namn av Emilio Chiovenda. Echidnopsis multangula ingår i släktet Echidnopsis och familjen oleanderväxter. Inga underarter finns listade i Catalogue of Life.